# Заставский, Фёдор Петрович
Фёдор Петрович Заставский (1769—1842) — русский педагог; статский советник.

## Биография
Фёдор Заставский родился в 1769 году; происходил из духовного звания, образование получил в Учительской семинарии, которую окончил в 1792 году. 

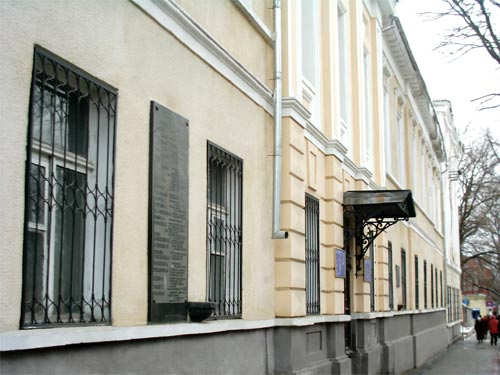
Симферопольская гимназия

В 1805 году он назначен был учителем в Екатеринославскую гимназию, а в 1811 году Фёдор Петрович Заставский был назначен директором училищ Таврической губернии, где прослужил до 1837 года, когда вышел в отставку с пенсией в 3200 рублей ассигнациями.
В 1839 году Ф. П. Заставский был избран дворянством попечителем Симферопольской гимназии, а в 1841 году — совестным судьёй.
Став первым директором Симферопольской гимназии Заставский, неоднократно ходатайствовал руководству о необходимости ограничения количества медресе (обучавших детей крымских татар) рассчитывая привлечь учеников этих образовательных учреждений в уездные училища, но к его просьбе отнеслись довольно равнодушно и рекомендовали добиваться этого с помощью убеждения родителей.
Умер 3 (15) июня 1842 года.
Известность ему принесло учебное пособие «Начальное учение французского языка, сочиненное в пользу обучающегося в новороссийской главной школе юношества…» (Екатеринослав: Новороссийская типография, 1800. — 141 с.).